# Aïn Feka
Aïn Feka là một đô thị thuộc tỉnh Djelfa, Algérie. Dân số thời điểm năm 2002 là 16.842 người.